# كينيث روس ماكنزي
كينيث روس ماكنزي (بالإنجليزية: Kenneth Ross MacKenzie)‏ (و. 1912 – 2002 م) هو فيزيائي، وعالم نووي من الولايات المتحدة الأمريكية . ولد في بورتلاند (أوريغون) . شارك في مشروع مانهاتن .
توفي في لوس أنجلوس، عن عمر يناهز 90 عاماً.

## روابط خارجية
- كينيث روس ماكنزي على موقع IMDb (الإنجليزية)